# ルイス・マザ
ルイス・アルベルト・マザ・マヨルカ（Luis Alberto Maza Mayorca、1980年6月22日 - ）は、ベネズエラ・スクレ州クマナ出身の元プロ野球選手（内野手）。

## 経歴

### プロ入りとツインズ傘下時代
1997年12月28日に、ミネソタ・ツインズとマイナー契約を結び、プロ入りを果たす。
2006年に、退団した。

### ドジャース時代
2006年オフに、ロサンゼルス・ドジャースとマイナー契約を結んだ。
2008年5月14日のミルウォーキー・ブルワーズ戦で、メジャーデビューを果たした。この年は、メジャーで48試合に出場した。
2009年開幕前の3月に第2回WBCのベネズエラ代表に選出された。
シーズンではこの年限りで、退団した。

### フィリーズ傘下時代
2010年1月25日に、フィラデルフィア・フィリーズとマイナー契約を結んだ。シーズン中に、退団した。

### アストロズ傘下時代
2010年6月25日に、ヒューストン・アストロズとマイナー契約を結んだ。8月6日に、解雇された。

### IBL時代
2011年は、イタリアンベースボールリーグのグロッセート・オリオールズと契約を結びプレーした。この年限りで、退団した。
2012年からは、同リーグのリミニ・ベースボールクラブでプレーしている。

## 選手としての特徴
本来は二塁手だが、ショート、三塁、左翼も器用にこなす。

## 詳細情報

### 年度別打撃成績
| 年 度   | 球 団   | 試 合 | 打 席 | 打 数 | 得 点 | 安 打 | 二 塁 打 | 三 塁 打 | 本 塁 打 | 塁 打 | 打 点 | 盗 塁 | 盗 塁 死 | 犠 打 | 犠 飛 | 四 球 | 敬 遠 | 死 球 | 三 振 | 併 殺 打 | 打 率 | 出 塁 率 | 長 打 率 | O P S |
| ------- | ------- | ----- | ----- | ----- | ----- | ----- | -------- | -------- | -------- | ----- | ----- | ----- | -------- | ----- | ----- | ----- | ----- | ----- | ----- | -------- | ----- | -------- | -------- | ----- |
| 2008    | LAD     | 45    | 88    | 79    | 7     | 18    | 1        | 0        | 1        | 22    | 4     | 0     | 0        | 3     | 0     | 5     | 0     | 1     | 11    | 5        | .228  | .282     | .278     | .561  |
| MLB:1年 | MLB:1年 | 45    | 88    | 79    | 7     | 18    | 1        | 0        | 1        | 22    | 4     | 0     | 0        | 3     | 0     | 5     | 0     | 1     | 11    | 5        | .228  | .282     | .278     | .561  |

### 背番号
- 57 (2008年 - 同年終了)

### 代表歴
- 2009 ワールド・ベースボール・クラシック・ベネズエラ代表